# Jorge II Ghisi
Jorge II Ghisi (en italiano: Giorgio Ghisi; fallecido c. 1344/1345 o 1352) fue un señor feudal latino en la Grecia medieval, señor de Tenos y Miconos y, triarca de Negroponte.
Era el hijo de Bartolomé II Ghisi. En 1326/1327, como parte del acercamiento diplomático de su padre con los catalanes del Ducado de Atenas, Jorge se casó con Simona de Aragón, la hija del vicario general Alfonso Fadrique. Con la dote de Simona, los Ghisi recibieron la mitad de la castellanía del castillo de Saint Omer en Tebas, que mantuvieron hasta su destrucción alrededor de 1331/1334. Bartolomé II murió en 1341 y Jorge lo sucedió.
En 1343, por petición del papa Clemente VI, Jorge había armado una galera junto con Juan I Sanudo (duque de Naxos) y Balzana Gozzadini (regente de los otros dos tercios de Negroponte) para unirse a la cruzada de Esmirna. Según el historiador Jérôme Loenertz, su desaparición de las fuentes después de los eventos de 1344/1345 sugiere que participó personalmente y que pudo haber muerto combatiendo, junto con los líderes Enrique de Asti, Martino Zaccaria y el almirante veneciano Pietro Zeno.
Fue sucedido por su hijo, Bartolomé III Ghisi, que aún era menor de edad, bajo la regencia de su madre Simona hasta 1358. 